# Polyonyx hendersoni
Polyonyx hendersoni is een tienpotigensoort uit de familie van de Porcellanidae. De wetenschappelijke naam van de soort is voor het eerst geldig gepubliceerd in 1909 door Southwell.